# Regionalverkehr
Als Regionalverkehr werden Verkehrsleistungen bezeichnet, die im Güter- oder Personenverkehr im Öffentlichen wie auch Individualverkehr, über mittlere Entfernungen erbracht werden.

## Umfang und Entwicklung des Begriffs
In einer Hierarchie der Ebenen der Verkehrsströme nach Aktionsradius wird der Regionalverkehr heute neben Nahverkehr/Ortsverkehr und Fernverkehr gesehen.
Als Regionalverkehr gelten im Allgemeinen nur Strecken, die eine Erschließungsfunktion von Ortschaften haben, und ganzjährig zur Verfügung steht, womit der Regionalverkehr vom Ausflugsverkehr abzugrenzen ist. In der Schweiz wird beispielsweise noch auf Ortschaften gewisser Einwohnerschaft eingeschränkt, kleinere Ortschaften fallen auch bei großen Entfernungen (abgelegene Ortslagen) begrifflich unter Nahverkehr.
Im öffentlichen Personenverkehr zeichnet sich der Nahverkehr aus durch:
- hohe Taktdichte und durchgängige Fahrplanabstimmung in den Kernräumen
- einen Mix von regionalen Schnellverkehrssystemen (Korridore weniger Haltestellen) mit regionalen Erschließungssystemen mit dichteren Haltepunkten (besonders im Schienenpersonennahverkehr, SPNV)
- gute Erschließung durch die Systeme des Nahverkehrs (Feinverteilung, geringe Nach- und Vorlaufzeiten)
- Ergänzung des Schienenverkehrs mit Regionalbussystemen und anderen trassenungebundenen, bedarfsgesteuerten Systemen (wie Rufbusse, Sammeltaxis) für die Flächenbedienung weniger aufkommenstarker überörtlicher Relationen – bei gleichzeitigem Vorrang des Schienenverkehrs vor dem Busverkehr, der mit dem Individualverkehr in Konkurrenz steht

Im Straßenverkehr ist Regionalverkehr durch ein meist relativ dichtes Netz hoch- und mittelrangiger Straßen (Überlandstraßen) geprägt, die teils auch die Funktion haben, den Verkehr durch Siedlungsräume zu schleusen (lokale Durchzugsstraßen) und in Fernverkehrsrouten eingebunden sind (Fernstraßen).

Im Schiffsverkehr zeichnet sich der Regionalverkehr durch ausgebaute Wasserstraßen aus (schiffbare Flüsse, Kanäle, küstennahe Meeresrouten), im öffentlichen Schiffspersonentransport mit einem vergleichbar dichten Netz an Anlegestellen, die an das weitere Regionalverkehrsnetz angeschlossen sind, wie die Haltepunkte landgebundener Systeme.
Zusätzlich spielt auch der Regionalluftverkehr (Kurzstreckenflüge) schon eine Rolle.
Die Grenze des Regionalbereichs ist dabei nicht genau definiert und von der Größe des zentralörtlichen Raumes bestimmt.
Im Laufe der Jahrzehnte bzw. seit der Industriellen Revolution erfolgte eine stetige Vergrößerung dieses Bereiches durch die Motorisierung, Mobilität im Alltag, und auch das zunehmend unbeschwerliche Reisen über größere Entfernungen. Zum einen rückt auch von unten der Begriff des Nahverkehrs in immer größere Räume nach, etwa durch die Bildung städtischer Agglomerationen, durch den Aufbau von Verkehrsverbünden, die sich teils so überlappen, dass eine Nahverkehrsregion in die nächste übergeht, oder durch das (tägliche) Pendeln zum Arbeitsplatz, an sich ein typisches Nahverkehrsphänomen, das im Laufe des 20. Jahrhunderts über immer weitere Strecken möglich ist. Umgekehrt entsteht durch das Einsetzen eines regulären Kurzstreckenflugverkehrs, der direkt mit dem Bahnverkehr konkurriert, auch ein Druck Richtung Einbindung fernerer Verkehrsknoten in das dichte Regional- und teils auch Nahverkehrsnetz. In Bahntarifssystemen gibt es heute teilweise gar keine Entfernungsbeschränkungen mehr für Regionalverkehrssysteme, während der Fernverkehr in separate Systeme (etwa Hochgeschwindigkeitsstrecken) ausgelagert wird, sodass das ganze klassische Schienennetze gewissen Regionalcharakter gewinnt.
Insgesamt wird Regionalverkehr heute nicht mehr geographisch in einem konkreten Umfang, sondern – durch die vielfältigen verkehrstechnischen Erschließungssysteme – rein funktionell gesehen, im Verhältnis der Dichte der Anbindung an diese Verkehrssysteme zu den ortsüblichen Größenordnungen der Siedlungsstruktur und ihrer Kleinteiligkeit, also funktionale siedlungsgeographische Einheiten.
Zum anderen findet durch den „inflationären“ Gebrauch des Begriffs zunehmend auch eine Neu- (bzw. Rück-)Besetzung statt, so fokussiert ein schweizerischer Rechtsbegriff als regionaler Personenverkehr auf konkrete Regionen, und eine österreichische Legaldefinition unter dem Begriff (Personen-)Regionalverkehr im Besonderen auch auf den Verkehr im ländlichen Raum.

## Nationales

### Österreich
In Österreich ist der öffentliche Personenregionalverkehr Sache der Länder, Städte und Gemeinden, und im Öffentlichen Personennah- und Regionalverkehrsgesetz 1999 (ÖPNRV-G) bundesweit geregelt.
Regionalverkehr ist laut Gesetz auf den ländlichen Raum fokussiert, während Stadt-Umland-Verkehr unter Nahverkehr subsumiert wird.
Die Verkehrsverbünde sind seit spätestens 1997 für jedes Bundesland eingerichtet (womit Österreich weltweit das erste Land mit flächendeckenden, alle öffentlichen Verkehrssysteme umfassenden Takt- und Tarifsystemen ist).
Das Kraftfahrliniengesetz ist die gesetzliche Grundlage für den Straßenpersonennahverkehr.
Im Straßenverkehr gibt es seit der Überführung der ehemaligen Bundesstraßen (B-Nummerung beibehalten) in Landesverwaltung mit diesen und den Gemeindestraßen, und in Abgrenzung zu den noch in Bundesverwaltung stehenden Autobahnen/Schnellstraßen und den ausgewiesenen Europastraßen, ebenfalls eine klare Abgrenzung von Nah-/Regionalverkehr zu Fernverkehr. Nah-/Regionalverkehr ist in Österreich prinzipiell kostenlos, während für Autobahnen Maut anfällt (Vignette, GO-Box), was schwerpunkthaft zu einer Belastung der Regionalrouten durch Mautflüchtlinge führt.
In Folge werden Nah- und Regionalverkehr gemeinsam betrachtet, Verkehrsplanung findet heute durchwegs im Kontext zentralörtlicher Betrachtung und im Rahmen von Gemeindeverbänden statt.

### Schweiz
In der Schweiz ist öffentlicher Regionalverkehr eine im Personenbeförderungsgesetz verankerte gesetzliche Aufgabe, die verkehrsträgerunabhängig nach einheitlichen Grundsätzen von Bund und Kantonen gemeinsam bestellt und finanziert wird.